# عين لقراج
عين لقراج (بالأمازيغية: ⴰⵍⴻⴳⵔⴰⴴ) هي بلدية تقع شمال غرب ولاية سطيف، وتنتمي إلى دائرة بني ورتيلان، يحدها شمالا بلديتي بني شبانة وبني ورتيلان وشرقا بلديتي حمام قرقور وذراع قبيلة وغربا بلدية بني ورتلان و بلدية إلماين (ولاية برج بوعريريج) امّا جنوبا فتحدّها بلدية حربيل، يمر عليها الطريق الوطني رقم 74 عبر مسافة تقدر بـ 8.6 كلم، تبعد عن مقر الولاية بـ 80 كلم، يبلغ تعدادها السكاني حوالي 22000 نسمة يمارسون الزراعة وتربية الماشية.

## جغرافيا
تقع عين لقراج في منطقة القبائل الصغر الشرقية، وهي جزء من سلسلة جبال بيبانس بابور.
تقع عين لقراج بالقرب من بلديات قنزات وحمام قرقور وحربيل وبني شبانة وبني أورتيلان وقبيلة درعة وولاية الماين (ولاية برج بوعريريج).
تضم البلدية عدة قرى وقبائل: تشراحين، تيغونام، تيلاتيوين، الڨراج مركز، أمالو، أشوف، تيغرمين، أويسر، أغلاد إميجات، إلزازين، آيت سيدي علي، إغبولين، لعزيب، أيث حافط،، شرفه وادا، شيلهاب وايرمان.